# Vitis berlandieri
Vigne espagnole
Espèce
Classification APG III (2009)
Vitis berlandieri, la vigne espagnole, est une espèce d'arbrisseaux sarmenteux de la famille des Vitaceae, originaire du sud des États-Unis. Après la grande crise du phylloxéra qui détruisit le vignoble européen à la fin du XIXe siècle, cette vigne américaine participa à la reconstitution des vignobles d'Europe, en fournissant aux cépages réputés de Vitis vinifera des porte-greffes résistants au phylloxéra et tolérants au calcaire.
L'épithète spécifique est dédiée à J.L. Berlandier, un botaniste suisse, élève du grand botaniste de Candolle. C'est Berlandier qui récolta les premiers échantillons en 1834 dans le Comté de Bexar au Texas.

## Description botanique et noms viticoles
Lors de la grande crise du phylloxéra à la fin du XIXe siècle, le botaniste de Montpellier, Jules Émile Planchon, découvreur de l'insecte ravageur de la vigne à l'origine de la maladie, s'intéressait comme beaucoup d'autres à l'époque, aux vignes américaines. C'est lui, qui en 1880, décrira un spécimen de vigne américaine, sous le nom de Vitis berlandieri, en hommage au botaniste suisse Berlandier qui fut le premier à la signaler lors de son passage au Texas.
Vitis berlandieri est connu sous les noms de « Berlandière Davin, Fall Grape, Kalkrebe, Little Mountain Grape, Mountain Grape, Spanish Grape, Sugar Grape, Sweet Grape, Sweet Mountain Grape, Uva Cimarroma (au Mexique), Winter Grape, Winterrebe ou Vigne espagnole ».

## Synonymes
- Vitis cinerea var. helleri (L.H.Bailey) M.O.Moore
- Vitis cordifolia var. helleri L.H.Bailey

## Description
Cette vigne décidue peut grimper au sommet d'arbres élevés. Les jeunes rameaux ont des côtes très accusées. Les feuilles sont presque entières (non lobées), bordées de petites dents, brillantes sur le dessus avec des nervures sur la face inférieure proéminentes et garnies de courts poils. Les fleurs sont hermaphrodites et pollinisées par les insectes. En Amérique du Nord, elle fleurit en juin-juillet. Le fruit est formé d'une grappe de baies, grosses comme des grains de poivre, au goût légèrement amer mais que certains trouvent plaisant à pleine maturité,.

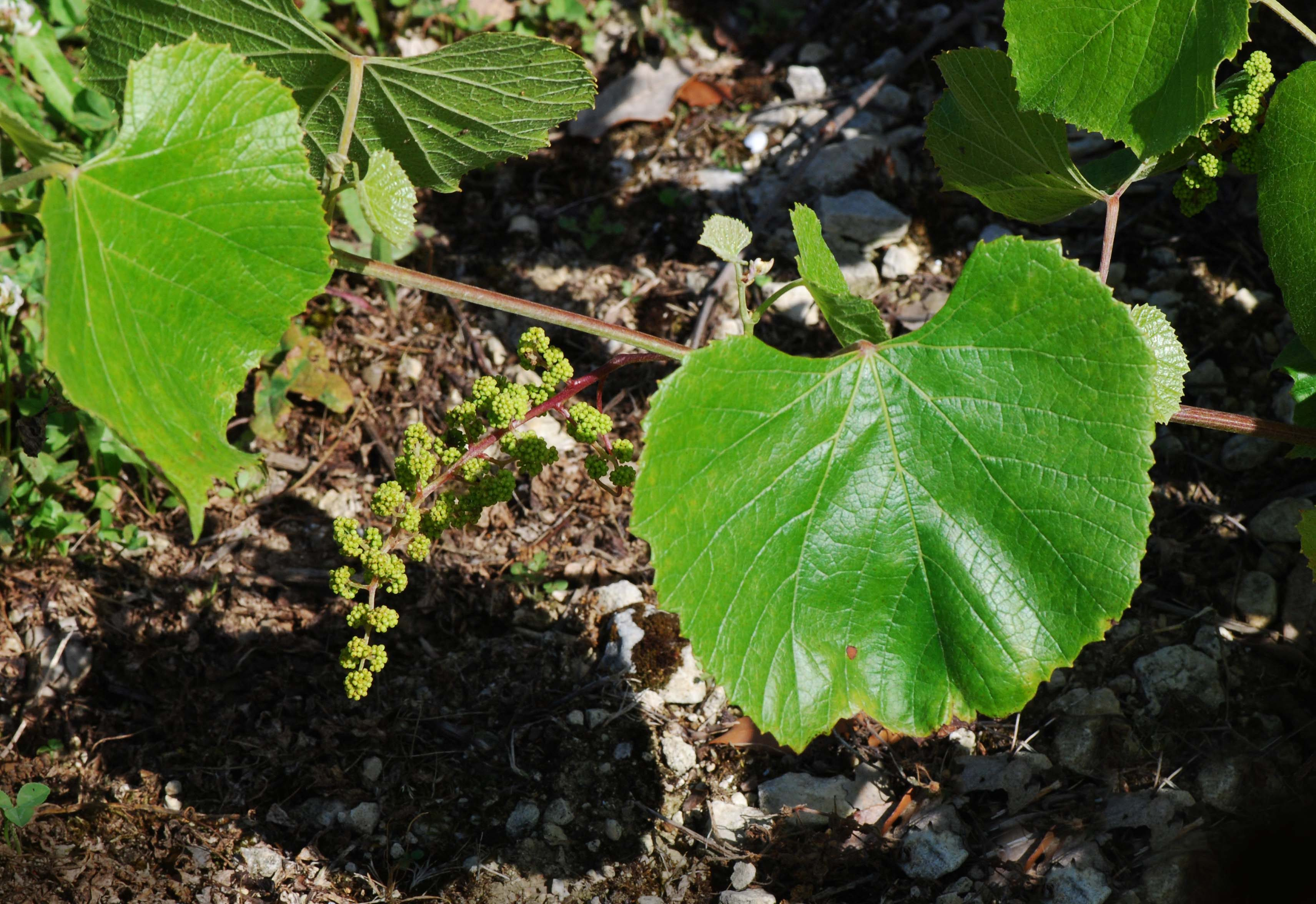
Vitis berlandieri, feuilles et fruit
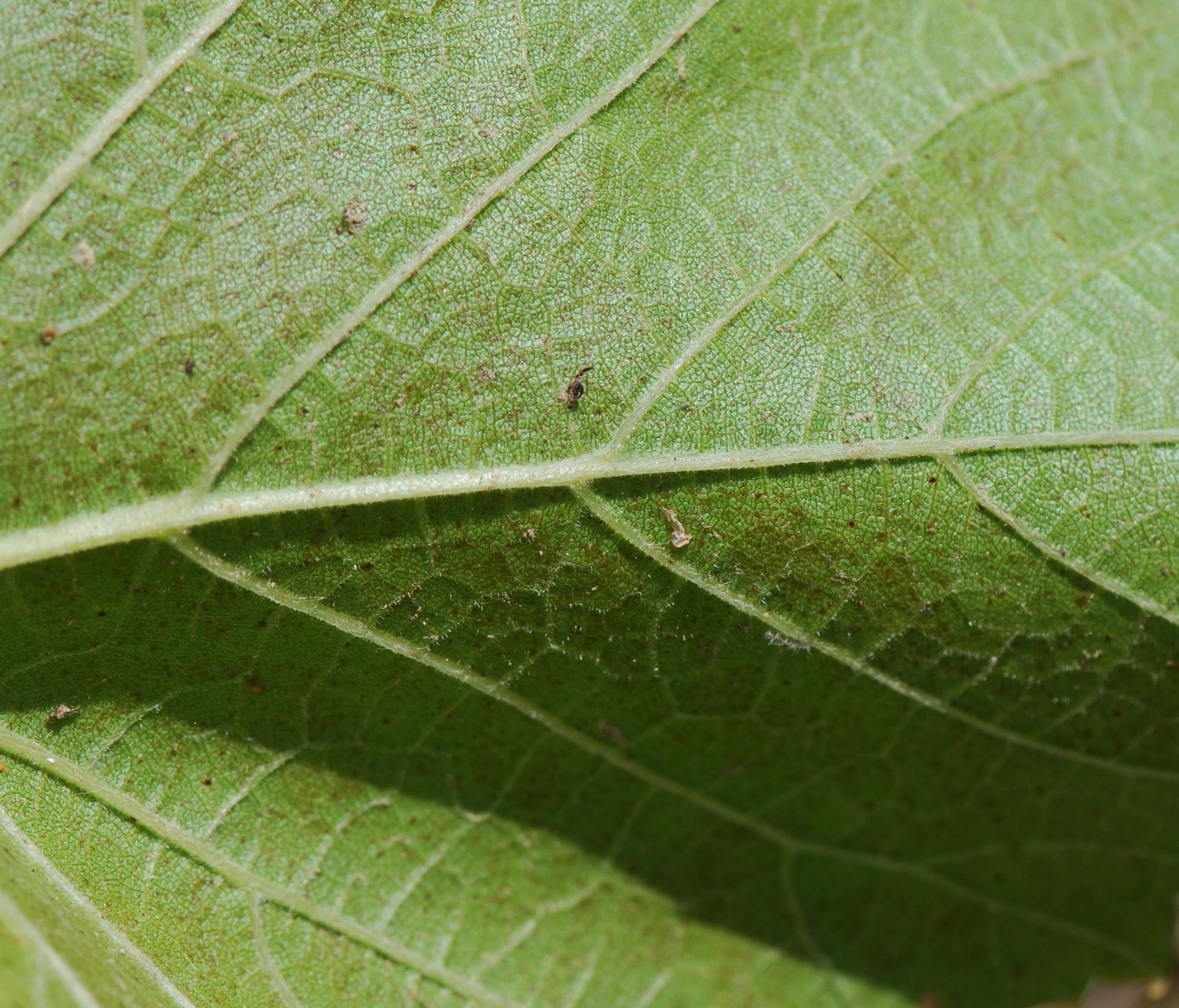
Face inférieure de la feuille

## Écologie
Cette vigne croît dans les bois.
Son aire de répartition  se trouve dans le Sud des États-Unis : Texas, New-Mexico et Arkansas.

## Utilisation
Le Vitis berlandieri n'a jamais été utilisé directement comme porte-greffe car il ne reprend pas de bouture et se greffe difficilement. Mais lorsqu'on le croise avec d'autres vignes américaines (Vitis riparia, Vitis rupestris) ou avec la vigne européenne (Vitis vinifera), il fournit des porte-greffes résistants au phylloxéra et tolérants au calcaire.
- En 1882, Alexis Millardet et de Grasset, en réussissant à hybrider Vitis berlandieri et V. vinifera cv Chasselas B, obtiennent le porte-greffe 41B, encore largement utilisé aujourd'hui.
- Les hybrides de Riparia × Berlandieri donnent des porte-greffes ayant une bonne résistance au calcaire et une vigueur moyenne (principaux porte-greffes : 161-49, 420A, SO4).
- Les hybrides de Berlandieri × Rupestris donnent des porte-greffes présentant une très bonne résistance à la sécheresse et d'une grande vigueur (ex : R99, R110, P1103, RU140).
- Le fercal est issu en 1959 d’un croisement entre Vitis berlandieri et Vitis vinifera. Il est résistant aux maladies cryptogamiques du feuillage et possède une vigueur propre élevée et une excellente résistance à la chlorose ferrique.

## Aspects historiques
Le phylloxéra est un puceron ravageur de la vigne venu d'Amérique du Nord. Le premier foyer d'infestation eut lieu dans le Gard en 1863 où les viticulteurs observèrent un dépérissement de leurs vignes sans en connaître la cause. Lorsque Jules Émile Planchon eut identifié en 1868 l'insecte responsable, la lutte put s'organiser dans plusieurs directions.
La voie d'éradication directe de l'insecte, par des moyens chimiques ou par immersion de la vigne, s'avérera très difficile et très coûteuse à mener à grande échelle.
Par contre, une piste intéressante s'ouvrit quand en 1875, L. Vialla et Planchon, de Montpellier, observèrent que les vignes américaines semblaient résister au phylloxéra. On espéra un moment pouvoir utiliser la vigne américaine comme producteur direct. Bien que cultivées aux États-Unis pour leurs raisins, Vitis labrusca, Vitis aestivalis et Vitis cordifolia produisent des vins au goût « foxé » dont toutes les tentatives d'amélioration organoleptiques ne purent venir à bout.
Utiliser la vigne américaine comme porte-greffe des cépages français fut la dernière voie explorée, et ce fut la bonne. Mais les essais de greffage au hasard de greffons français sur des porte-greffes américains se soldèrent par de nombreux échecs. On s'aperçut que les meilleurs cépages américains ne fournissaient pas les meilleurs porte-greffes. Il fallait que ces derniers rassemblent une forte vigueur, une bonne résistance au phylloxéra, une bonne reprise de bouture et enfin une compatibilité avec les greffons en termes de précocité.  Dans les années 1881-1887, il apparaît que les meilleurs candidats sont deux vignes américaines : Vitis rupestris et Vitis riparia. Mais surgit un problème auquel les sélectionneurs n'avaient pas pensé : ces vignes américaines supportent mal le calcaire, cultivées en France, elles jaunissent, elles chlorosent. Il fallait donc trouver une vigne américaine tolérante au calcaire et résistante au phylloxéra. Les viticulteurs des Charentes et du Languedoc se mobilisent pour convaincre le ministère de l'Agriculture de confier à un jeune professeur de Montpellier, Pierre Viala, « une mission aux États-Unis d'Amérique afin d'y rechercher les variétés de cépages pouvant végéter en terrain calcaire et marneux ».
En 1887, le jeune scientifique, accompagné de Frank Scribner, fait une longue exploration des États-Unis et finit par dénicher au Texas, dans une région sèche et calcaire, la vigne tant convoitée. Dans un rapport rédigé à son retour, il prône l'utilisation comme porte-greffe de Vitis berlandieri, Vitis cinerea et Vitis cordifolia.
Vitis berlandieri avait été déjà décrite par son collègue J-E Planchon en 1880, mais personne n'avait compris que cette espèce pouvait résoudre le problème de la chlorose. Sachant que cette espèce ne reprend pas de bouturage, il fallut l'hybrider avec Vitis vinifera. C'est ce qu'Alexis Millardet et de Grasset réussirent à faire, en 1882, pour finalement obtenir le porte-greffe 41B, encore largement utilisé aujourd'hui.